# Forschungs- und Museumsgeschichte der Ausgrabungen von Delphi

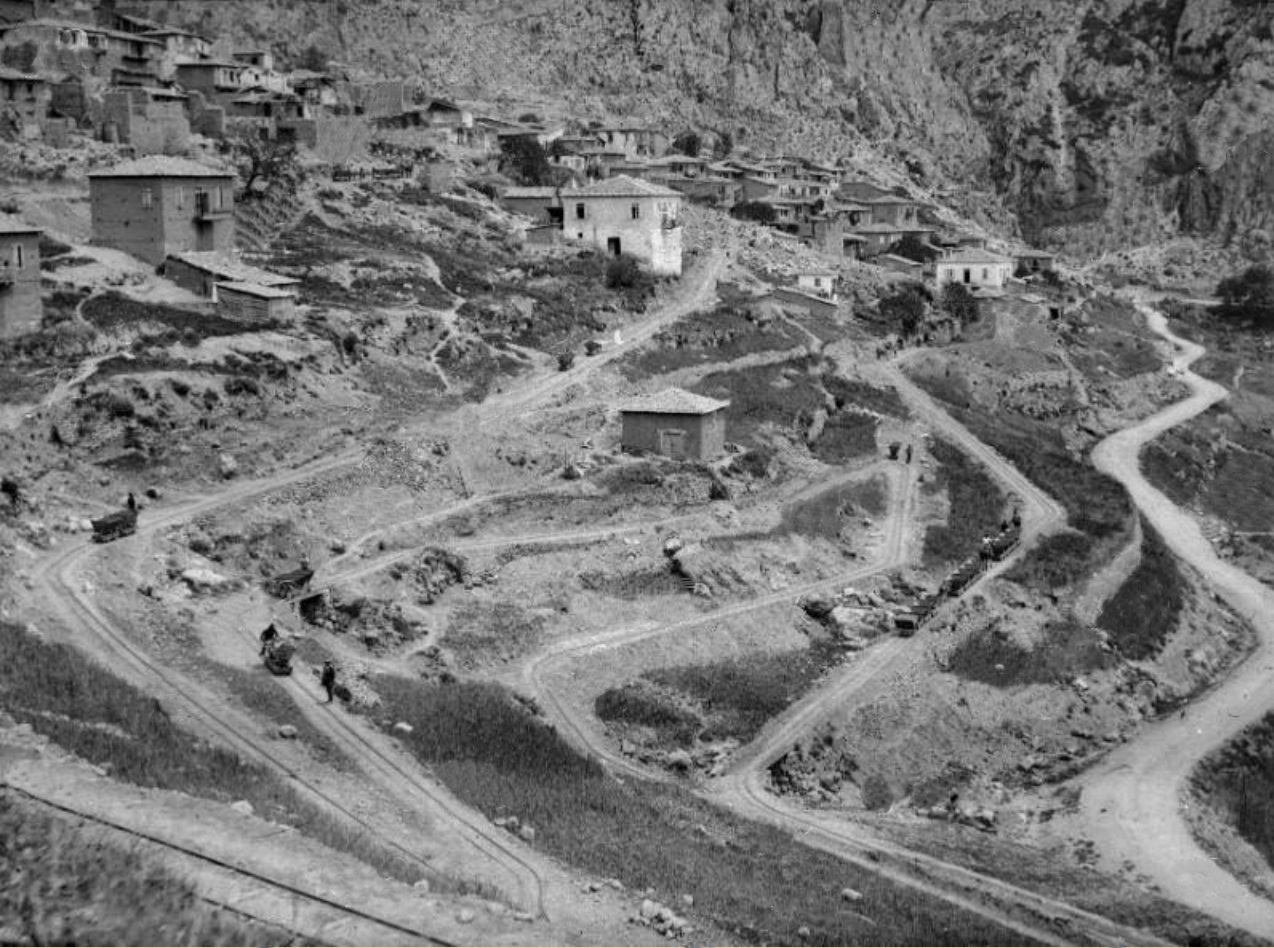
Decauville-Bahn in Delphi während der Ausgrabungen, 1892–1903

Die Forschungs- und Museumsgeschichte der Ausgrabungen von Delphi beginnt 1892 mit einer systematischen Ausgrabung unter der Leitung von Théophile Homolle und der Französischen Archäologischen Schule von Athen. Seine Große Ausgrabung  dauerte von 1892 bis 1903 und wurde mit der Einrichtung des ersten Museums vor Ort abgeschlossen. Seitdem wurden die Ausgrabungen und Untersuchungen der Stätte fortgesetzt, mehrere Denkmäler restauriert, neue Funde kamen wieder ans Licht und alte Forschungsergebnisse wurden neu interpretiert.

## Die Wiederentdeckung von Delphi
In der osmanischen Zeit besuchten europäische Reisende, die vom Geist des Renaissance-Humanismus inspiriert waren, hin und wieder die archäologische Stätte. Der erste von ihnen war Cyriacus von Ancona im Jahr 1436. Das kleine Dorf Kastri in Phokis wurde durch ihre Beschreibungen, Skizzen und Stiche berühmt. Doch obwohl die Stätte des antiken Delphi sicher identifiziert worden war, war es sehr schwierig, eine systematische Ausgrabung zu beginnen, da die Enteignung eines ganzen Dorfes angesichts der mageren Finanzen des neu gegründeten griechischen Staates fast unmöglich war. Einige Probeschnitte fanden 1840 und 1860 rund um die polygonale Mauer statt. Ein Erdbeben im Jahr 1870 weckte jedoch neue Hoffnungen. Das Dorf lag danach brach, und 1880 konnte Bernard Haussoullier mit der Ausgrabung der Stoa der Athener beginnen.

## Die Große Ausgrabung

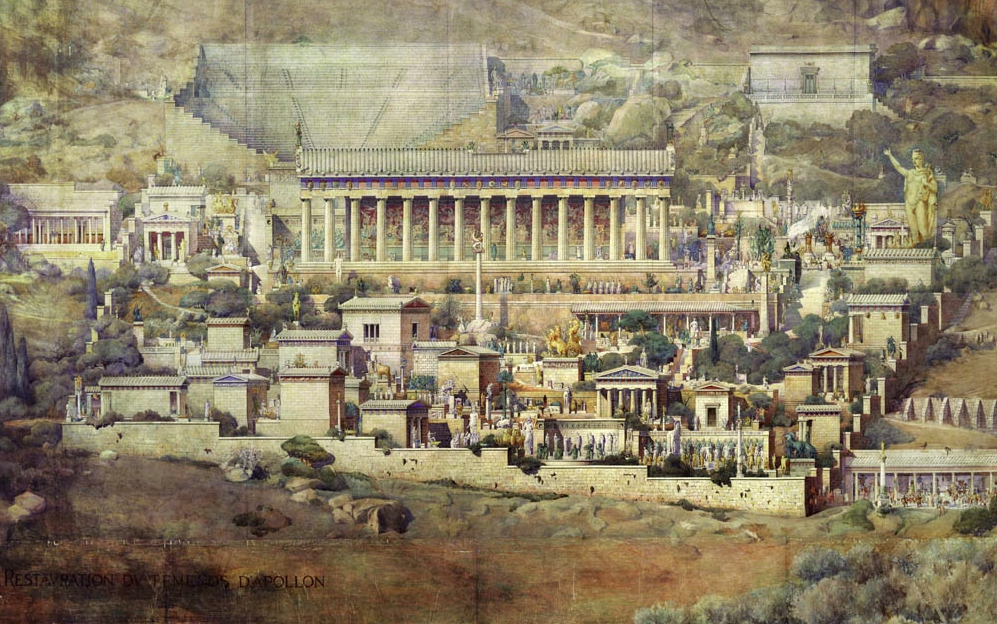
Rekonstruktionszeichnung des Apollon-Heiligtums von Albert Tournaire aus dem Jahr 1894, das heute in der École nationale supérieure des beaux-arts de Paris hängt

Unter Charilaos Trikoupis implementierte der griechische Staat Methoden der Modernisierung und langfristigen Planung. Es kam zu einer engen Zusammenarbeit zwischen Frankreich und Griechenland, unter anderem auf dem Gebiet des kulturellen Erbes und der Archäologie.
So begann 1892 unter der Schirmherrschaft der Französischen Archäologischen Schule (französisch École française d’Athènes) Die Große Ausgrabung (französisch La Grande Fouille). Groß nicht nur in Bezug auf die Dauer, sondern auch in Bezug auf den Umfang, die Schwierigkeit, die Anzahl der eingesetzten Personen und natürlich die Anzahl und Bedeutung der entdeckten Monumente und Funde. Das Tagebuch dieser erstaunlichen Anstrengung wurde von der französischen archäologischen Schule in Athen digitalisiert und bietet einen Einblick in die faszinierenden und umfangreichen Bemühungen des archäologischen Teams, das aus Mitgliedern verschiedener Nationalitäten bestand.
Das gesamte Dorf Kastri wurde an den Ort verlegt, an dem sich heute das Dorf Delphi befindet. Die Grabungstechniker erschlossen das Grabungsgebiet mit einer Decauville-Bahn mit Kipploren, um den Schutt zu entfernen, und begannen mit dem Abriss der alten Häuser. Nach all diesen Vorbereitungsarbeiten begann die eigentliche Ausgrabung Mitte Oktober 1892, also recht spät im Herbst, und dauerte daher nicht lange. Die nächste Saison begann jedoch im April 1893 und förderte große Teile des Schatzhauses der Athener sowie den Fels der Sibylle und den Kalksteinaltar der Bewohner der Insel Chios zutage. In den folgenden Jahren kamen die meisten Gebäude entlang der Heiligen Straße sowie einzigartige Skulpturen zum Vorschein. Einer der aufregendsten Momente war die Entdeckung des Wagenlenkers von Delphi, Teil einer monumentalen Bronzeskulptur, die der Tyrann von Gela, Polyzalos, zum Gedenken an seinen Sieg bei den Pythischen Spielen gestiftet hatte. Weitere Höhepunkte der Ausgrabungen waren die Entdeckung der Tänzerinnen von Delphi sowie der römischen Statue des Antinoos und der beiden archaischen Kouroi von Kleobis und Biton. Nach der Freilegung der Denkmäler im Apollon-Heiligtum begannen die Archäologen mit der Ausgrabung des Stadions und der Sporthalle und gingen dann zur so genannten Marmaria über, d. h. zum Heiligtum der Athena Pronaia, aus dem die Einheimischen jahrhundertelang Baumaterial gesammelt hatten.

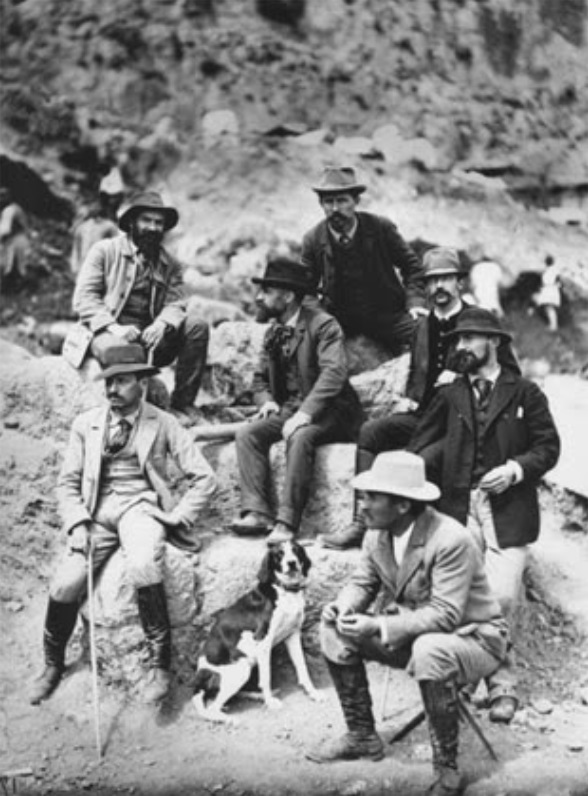
Die Ausgräber, 1892–1903

Das Team der Archäologen vereinigte mehrere große Namen der französischen Wissenschaft, wie den Direktor der Ausgrabungen Théophile Homolle, den Architekten Albert Tournaire, den Ingenieur Henri Corvet, den Archäologen Paul Perdrizet und Wissenschaftler wie Théodore Reinach und Henri Weil, die sich um das Studium und die Auswertung des epigraphischen Materials kümmerten. Es handelte sich jedoch nicht um ein rein französisches, sondern um ein internationales Team, dem auch Wissenschaftler anderer Nationalitäten angehörten, vor allem Griechen und Deutsche. Nach dem Ende der Ausgrabungen übernahmen bedeutende griechische Archäologen wie Alexander Kondoleon und Christos Karouzos die Doppelaufgabe als Kuratoren der Stätte und des Museums.

## Von Fundstücken zu Ausstellungsstücken: Das Museum von Delphi

### Die Einweihung des ersten Museums (1903)
Am 2. Mai 1903 wurde die Große Ausgrabung mit der Einweihung des Archäologischen Museums von Delphi, in dem die Funde ausgestellt wurden, triumphal abgeschlossen. Der Bau des Museums wurde durch eine Stiftung des griechischen Politikers und Wohltäters Andreas Syngros ermöglicht. Die Einweihung des Museums war ein Ereignis von internationalem Rang, da zahlreiche hochrangige Persönlichkeiten aus dem Bereich der Kultur und der Diplomatie anwesend waren. Das Museum wurde auf einem von dem französischen Architekten der Ausgrabungen Α. Tournaire. Der museografische Ansatz von Th. Homolle, der auf der Verwendung von Abgüssen architektonischer Elemente basierte, um die Skulpturen „im Kontext“ zu zeigen, wurde bald als überholt angesehen.

### Die zweite Phase (1903–1939)
Im Laufe der nächsten dreißig Jahre arbeiteten mehrere prominente griechische und ausländische Archäologen und Forscher in Delphi: Antonios Keramopoulos, Ioannis Meliadis und Constantin Romaeos, Henri van Effenterre, Jean Jannoray, Georges Daux und Pierre de La Coste-Messelière zählten zu ihnen. Sie schlugen neue Identifizierungen und eine völlig neue Perspektive der Ausstellung vor, was eine Umgestaltung des Museums erforderlich machte. Schließlich drängten sie auf die Einrichtung eines neuen Museums.

### Das zweite Museum (1939)
Dieses Museum wurde 1939 eingeweiht. Die Altertümer wurden in chronologischer Reihenfolge ausgestellt und die Gipsabdrücke wurden entfernt. Diese Ausstellung sollte jedoch eine besonders schwierige werden: Der Ausbruch des Zweiten Weltkriegs veranlasste die Behörden, die Altertümer zu vergraben oder nach Athen zu bringen. Zu diesen Altertümern gehörten auch die, die im selben Jahr unter dem Heiligen Weg in einer Grube entdeckt wurden, die in der Antike dazu diente, kostbare Heiligtümer vor der Zerstörung durch Feuer oder andere Ursachen zu bewahren; zu diesen Funden zählten die Chryselephantin-Statuen, der silberne Stier, das bronzene Athletenpaar und das Weihrauchgefäß in Form des Peplophoros. Das Museum wurde erst nach 1950 wieder eröffnet, da Delphi während des griechischen Bürgerkriegs militärisches Sperrgebiet war.

### Erweiterung des Museums (1956)
1956 wurde deutlich, dass das Museum eine Erweiterung benötigte. Das bestehende Gebäude wurde von dem Architekten Patroklos Karantinos renoviert und vergrößert. Der neue museografische Ansatz war das Ergebnis der Zusammenarbeit zwischen Ioanna Konstantinou, dem Ephorus der Altertümer von Delphi und Christos Karouzos, dem Direktor des Archäologischen Nationalmuseums in Athen. Das neue Museum von Delphi wurde 1961 eröffnet, zu einer Zeit, als der wirtschaftliche und kulturelle Aufschwung Griechenlands begann und zahlreiche ausländische Touristen die Stätte besuchten.

### Das Museum des 21. Jahrhunderts

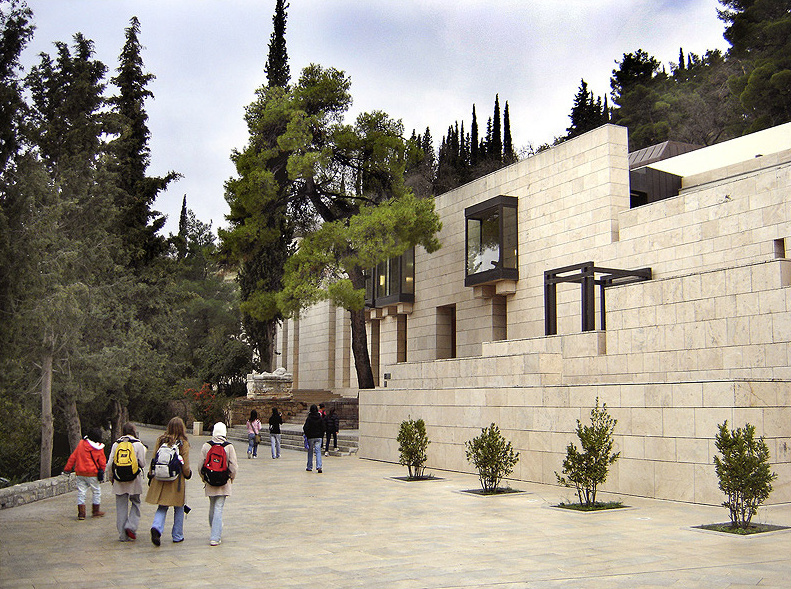
Das Museum in Delphi, 2005

Ein Jahrhundert nach der ersten Einweihung des Museums fand eine neue Ausstellung statt, die darauf abzielte, einige der Exponate, wie den Wagenlenker und die Gold- und Elfenbeinstatuen, aufzuwerten und die museologische Herangehensweise mit den neuen wissenschaftlichen Erkenntnissen, die sich aus der laufenden Untersuchung der Objekte ergeben, in Einklang zu bringen. Wie Rozina Kolonia, ehemalige Ephora der Altertümer von Delphi, im Museumsführer schreibt, sind die Exponate so ausgestellt, dass sie „einen historischen Roman bilden, dessen Seiten sich über zwölf Jahrhunderte Geschichte und Archäologie erstrecken: Sie erzählen durch die Museographie die politische, religiöse und künstlerische Aktivität des berühmtesten Heiligtums des Heidentums und seines Orakels“.

## Geologische Untersuchungen
Es wird angenommen, dass der Apollotempel absichtlich auf einer tektonischen Verwerfung errichtet wurde, um die euphorisierende oder narkotisierende Wirkung ausströmender Gase bei der Erstellung von Orakelsprüchen zu nutzen. Neuere geologische Untersuchungen zeigen aber, dass sowohl die Erdspalte als auch die Gasausströmung in der Höhezeit der Nutzung des Heiligtums (7.–4. Jahrhundert vor Christus) nicht mehr existierten. Zumindest heutzutage gibt es bei Delphi keine anomalen Gasfreisetzungen mehr.
Die delphischen Mythen gehen wohl aber auf tatsächliche Erdbebenverwerfungen zurück: Die mythologische gasausströmende orakelhafte Kluft kann als antiker seismischer Grundbruch erklärt werden, der episodisch und für eine begrenzte Zeit bestand. Kohlendioxid- und Schwefelwasserstoff-reiche Gase, häufig in Verbindung mit Methan und Radon, waren wohl in dem tief liegenden Grundwasserleiter gespeichert und hatten sich in unterirdischen Taschen angesammelt, und konnten an die Oberfläche steigen, wenn die Verwerfung aufbrach.
Hohe Konzentrationen von süßlich riechendem Ethylen sind allerdings in nicht-vulkanischen Gebieten unrealistisch. Auch methanreiche Emissionen sind wohl nicht der Grund für die delphischen Mythen, da sich Methan unter natürlichen Bedingungen entzündet und solche Flammen im Mythos vermutlich wie bei vielen anderen Geomythen überliefert worden wären.